# Adriaan Botha
Adriaan Botha (ur. 8 marca 1977 w Pretorii) – południowoafrykański lekkoatleta specjalizujący się w długich biegach sprinterskich.

## Sukcesy sportowe
W 1998 i 1999 r. dwukrotnie zdobył brązowe medale mistrzostw RPA w biegu na 400 metrów. Największy sukces na arenie międzynarodowej odniósł w 1999 r. w Sewilli, zdobywając wspólnie z Jopie van Oudtshoornem, Hendrickiem Mokganyetsim i Arnaudem Malherbe'em brązowy medal mistrzostw świata w biegu sztafetowym 4 x 400 metrów. Podczas mistrzostw świata w latach 1999 i 2001 (w Edmonton) startował również w biegach eliminacyjnych na 400 metrów, nie zdobywając awansu do ćwierćfinałów.
Brał udział w rozgrywanych w Johannesburgu igrzyskach afrykańskich, na których wywalczył srebrny medal w sztafecie 4 × 400 metrów.

## Rekordy życiowe
- bieg na 200 metrów – 20,99 – Pretoria 02/04/1998
- bieg na 400 metrów – 45,14 – Roodepoort 16/03/2001